# Parque nacional de Bukit Barisan Selatan
El Parque Nacional de Bukit Barisan Selatan abarca una superficie de 356.800 hectáreas en la provincia Indonesia de Lampung, en el extremo sur de la isla de Sumatra. Como su nombre indica, está situado en la parte meridional de la cadena de Bukit Barisan a lo largo de la costa occidental de la isla, de noroeste a sureste.
El 70% del parque se compone de bosque tropical, un hábitat amenazado. El parque es una de las prioridades de la «Asian Rhino and Elephant Action Strategy» (AREAS)  del  WWFar y abriga los últimos ejemplares de rinoceronte de Sumatra.
El parque forma parte del conjunto «Bukit Barisan Selatan-Kerinci-Riau», uno de los 7 lugares prioritarios de WWF para la protección de los tigres.
Con los parques nacionales de Gunung Leuser y Kerinci Seblat, Bukit Barisan Selatan forma la denominación «Patrimonio de los bosques tropicales ombrófilos de Sumatra» inscrito en la Lista del Patrimonio Mundial de la UNESCO.

## Especies en peligro de extinción
El parque es el hábitat de muchas especies en peligro de extinción, incluyendo:
- El  elefante de Sumatra (alrededor de 500 animales, o el 25% del total de la población de esta subespecie viven en el parque)
- El conejo rayado de Sumatra
- El rinoceronte de Sumatra  (se estima en 60-85 los rinocerontes de Sumatra que viven en el parque, la mayoría de la población de Sumatra)
- El tigre de Sumatra (aproximadamente 40 tigres adultos, un 10% de todos los tigres de Sumatra  viven en el parque).

## Actividad ilegal
El parque ha perdido el 20% de sus bosques debido a la agricultura ilegal, de acuerdo con el Fondo Mundial para la Naturaleza. WWF ha encontrado que más de 450 km² de tierras de los parques se utiliza para el cultivo de café, y la organización está trabajando con empresas multinacionales de café (incluyendo Nestlé) para que les ayuden a evitar la compra de café cultivado ilegalmente.